# Ácido inorgánico
Un ácido inorgánico (o ácido mineral) es un ácido derivado de uno o más compuestos inorgánicos, y todos los ácidos inorgánicos forman iones hidrógeno e iones de base conjugada cuando se disuelve en agua. Estos ácidos no tiene carbono en su composición en contraposición a los ácidos orgánicos que si tienen. El ácido carbónico es un ácido mineral aunque posee un carbón, la diferencia no es el carbono en sí, sino los enlaces del carbono (ver:ácido carboxílico).y es una función
Los ácidos inorgánicos se dividen en dos grandes categorías: 
- Hidrácidos sin oxígeno, formado por hidrógeno y otro compuesto o un anión poliatómico.
- Oxácidos con oxígeno. El hidrógeno está unido a un átomo de oxígeno que enlaza con el resto de la molécula -O-H.

## Características
Los ácidos inorgánicos más comúnmente usados son ácido sulfúrico, ácido clorhídrico y ácido nítrico (También se conocen como ácidos blancos). Los ácidos inorgánicos son desde una gran fuerza (ejemplo: ácido sulfúrico) a muy débil (ácido bórico). Los ácidos minerales tienden a ser muy solubles en agua e insolubles en disolventes orgánicos.
Los ácidos inorgánicos se utilizan en muchos sectores de la industria química como materia prima para la síntesis de otros productos químicos, tanto orgánicos como inorgánicos. Grandes cantidades de estos ácidos, especialmente el ácido sulfúrico, el ácido nítrico y el ácido clorhídrico, se fabrican para uso comercial en grandes plantas.
Los ácidos inorgánicos también son utilizados directamente por sus propiedades corrosivas. Por ejemplo, una solución diluida de ácido clorhídrico se usa para eliminar los depósitos del interior de la caldera, con las precauciones tomadas para evitar la corrosión de la caldera por el ácido. Este proceso se conoce como la descalcificación.

## Ejemplos
- Ácido sulfúrico
- Ácido nítrico
- Ácido clorhídrico
- Ácido fosfórico
- Ácido bórico
- Ácido fluorhídrico
- Ácido bromhídrico
- Ácido perclórico

- Datos: Q408683